# ザ・エッグ 〜ロマノフの秘宝を狙え〜
『ザ・エッグ 〜ロマノフの秘宝を狙え〜』（原題: Thick as ThievesまたはThe Code）は、2009年のアメリカのビデオ映画（日本公開は2010年）。
日本をはじめとする十数カ国では劇場公開された。

## ストーリー
ニューヨークでは伝説の大泥棒として有名な男、キース・リプリー（モーガン・フリーマン）は、引退前の最後の大仕事として4000万ドルの価値があるロマノフ王朝の財宝「インペリアル・イースター・エッグ」の強奪を計画する。新たに手を組んだ相棒のガブリエル・マーティン（アントニオ・パンデラス）と共に、厳戒態勢が敷かれている建物の金庫内に侵入にする。だが、完璧だと思われた矢先、彼らの計画は思わぬアクシデントによって次々と狂い始める。その背後にはN.Y.市警、FBI、さらにはロシアン・マフィアの謀略が複雑に絡み合っていた。

## キャスト
| 役名                       | 俳優                   | 日本語吹替 |
| -------------------------- | ---------------------- | ---------- |
| キース・リプリー           | モーガン・フリーマン   | 坂口芳貞   |
| ガブリエル・マーティン     | アントニオ・バンデラス | 東地宏樹   |
| アレクサンドラ・コロレンコ | ラダ・ミッチェル       | 北西純子   |
| ウェーバー警部補           | ロバート・フォスター   | 田坂浩樹   |
| ニッキー / ヴィクトル      | ラデ・シェルベッジア   | 間宮康弘   |
| ザイコフ                   | マーセル・ユーレス     | 板取政明   |
| ジョースト                 | ジョシュア・ルービン   |            |
| マイケルズ                 | トム・ハーディ         |            |
| ロールズ本部長             | デオビア・オパレイ     | 里卓哉     |
| アンドレイ                 | ウラジミール・コルフ   | 里卓哉     |